# چانگ گوگ
چانگ گوگ (به لاتین: Chang Gewog) یک منطقهٔ مسکونی در بوتان (کشور) است که در استان تیمفو واقع شده‌است.